# Número de teléfono de información
Los teléfonos de información son números de entidades públicas o privadas creados con el propósito de prestar un servicio de información sobre un tema específico que puede estar determinado por el titular del mismo, si es una corporación especializada (por lo general un ente público) o bien ser el usuario el que demande una información específica (generalmente un número 118xx).

## En España
En el ámbito privado, antes de la liberalización de los números de información, sólo existía el número 1003, de Telefónica. Tras la liberación, el servicio lo seguía prestando el 11818 y el 11822, ofreciendo el primero un servicio básico a un coste fijo de 0,35 € y el segundo servicios de valor añadido (envío de la información por SMS, mail, reservas de restaurantes, etc.) a un coste mayor.
Las principales compañías de servicios de información telefónica son 11888 (Yell), 11822 (Movistar), 11811 (Nueva Información Telefónica). Les siguen los servicios internacionales 11886 y 11825. El resto de compañías, bien pertenecientes a empresas del mismo ramo, bien independientes, son de uso minoritario respecto de las anteriores.

### Entidades públicas
- Atención al ciudadano
  - Administración General del Estado (España): 060
  - Ayuntamiento: 010 (en algunos ayuntamientos)
  - Comunidad autónoma: 012 (en algunas comunidades autónomas)
- Información de tráfico: 011

### Entidades privadas
Antes este servicio lo proporcionaba en exclusiva el 1003 de Telefónica, ahora se ha desmonopolizado y hay multitud de números 118XX, pertenecientes a empresas privadas. La diferencia de tarifas entre los números puede ser muy elevada.

## En Perú
De acuerdo con el Plan Técnico Fundamental de Numeración, el número 18XX se usa para servicios asistenciales de instituciones estatales. Se implementó en 2002 (Resolución Suprema n.º 022-2002-MTC) y se actualizó en 2011 (Resolución Ministerial n.º 061-2011-MTC/03). Por ejemplo, el número 1840 corresponde a Osinergmin, el 1844 a Osiptel y el 1899 a Sunass.